# Otto Natt och Dag
Jacob Otto Natt och Dag, även känd som Frederic Franks eller Frederic Franks, född den 14 februari 1794 i Svea livgardes församling, Stockholm, död den 4 december 1865 i Cincinnati, USA, var en svensk militär. Han dömdes i sin frånvaro till döden för högförräderi och bodde den senare delen av sitt liv i USA, där han var verksam som målare och gallerist.

## Biografi

### Unga år
Jacob Otto Natt och Dag var ättling i nionde led av Engelbrekts baneman Måns Bengtsson till Göksholm och tillhörde alltså samma gamla ätt som Nils Bosson Sture, dennes son Svante Sture och sonson Sten Sture den yngre.
Hans far, som var en fattig kapten, dog när sonen ännu var liten. Pojken fick därför växa upp under knappa förhållanden och ännu som fänrik vid rikets förnämsta fotregemente ägde han, enligt egen uppgift, endast vad "goda ädelmodiga människor" skänkte honom.

### Militär karriär
Redan som 14-åring hade han fått sergeantfullmakt vid Bohusläns regemente, och kort därefter deltog han vid västra armén under dansk-svenska kriget 1808. Sex år senare var han som stabsadjutant med i Norge igen. Där kom han i nära personlig beröring med den något yngre Johan August Hazelius och knöt med honom ett vänskapsförbund som trots skilda öden bestod livet ut. De tyckte båda att det samtida släktet var förvekligat, och svärmade i stället för "de urgamla göters" kämpakraft. Den ville de på nytt ingjuta i ett folk som vansläktats från sina fäder. Hazelius berättar i ett självbiografiskt utkast hur vännen Natt och Dag i hans själ ingöt "fosterlandskänsla i väldiga droppar" och de båda ynglingarna lågade av iver att snart uträtta något stort till gagn och ära för Sverige. Till dem slöt sig en krets av ynglingar som svärmade för samma mål.
Natt och Dag utgav 1815 som fänrik vid Svea livgarde Project till en ny organisation af sv. armén af N*** där han yrkade på allmän värnplikt med mera. Den ungdomligt kritiska skriften väckte förargelse bland Natt och Dags förmän och kamrater. Han transporterades till Jämtlands regemente – vilket ansågs nästan som en degradering fast den åtföljdes av befordran till löjtnant – och erhöll ett års utrikespermission.

### I Tyskland
Förbittrad över Karl XIV Johan, som han ansåg vara roten och upphovet till förödmjukelsen, reste Natt och Dag som kurir till Berlin. När han kom dit blev det första livstecken han gav till de svenska myndigheterna en avskedsansökan. I Tyskland tänkte han studera och han slog sig ned i Heidelberg. I den badensiska universitetsstaden vistades en del ivriga gustavianer och anhängare av kronprins Gustavs tronkandidatur – bland dem förre hovmarskalken Otto Magnus Munck. Gustavianerna retade ytterligare upp Natt och Dags hat mot Karl Johan och intalade honom att "usurpatorns" tid i Sverige inte skulle bli lång.
Jacob Otto Natt och Dag gav 1816 ut en tysk översättning av sin skrift om arméreformen med ett företal där Karl XIV Johan häftigt angreps. Han klagar i företalet över de personliga oförrätter han lidit, över sin förflyttning till "ett nära polcirkeln förlagt regemente", över Karl Johans list och opålitlighet. Han kallar kungen för "en räv" och slutar med en uppmaning till sina landsmän att resa sig mot denne "sluge och fåfänge franzos" så att han inte ska lyckas att "genom gallisk vällust och prakt förinta vår nordiska kraft".

### Dömd till döden
Den svenska regeringen beslutade nu att begära Natt och Dag utlämnad, men myndigheterna i Baden samarbetade inte. Till slut blev Natt och Dag i sin frånvaro av Svea hovrätt dömd att såsom högförrädare mista liv, ära och gods och förklarad fredlös över hela Sveriges rike. Hans vän Johan August Hazelius kom att bli inblandad i målet och satt en tid arresterad.

### I USA – gallerist och målare

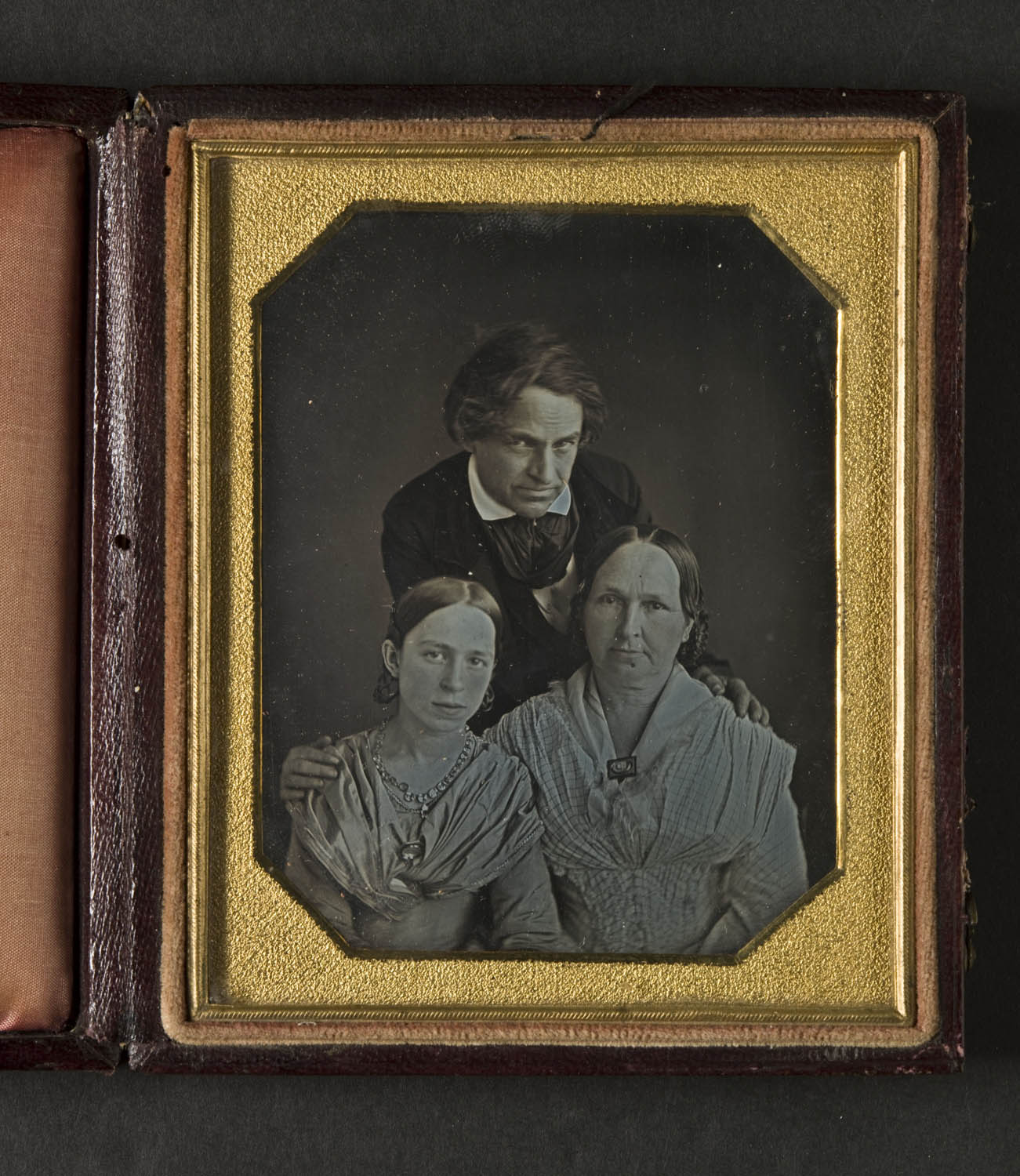
Familjeporträtt av Otto Natt och Dag med fru och dotter. Dagerrotypi från 1850.

Jacob Otto Natt och Dag förde sedan ett kringflackande liv, "så ensam, så olycklig, som man i fysisk måtto kan vara här i världen", som han själv skriver i ett brev år 1817. Efter att ha studerat konst i Dresden och München använde han ett pass från en tysk student, vars namn han antog i angliserad form, för att emigrera till USA. Inte heller här fann han till en början någon trevnad. Han tyckte att folket "var surmulet och räknade allt likt judarne efter guld och silver", skriver han till Hazelius. Men när han blivit gammal och van i det nya hemlandet kallar han det "härligt och dess folk fritt och fyllt av ungdomskraft".
Från år 1820 arbetade han som konstlärare i Louisville i Kentucky. Slutligen slog han sig, 1825, ned i Cincinnati, där han skaffade en jordegendom. I Cincinnati var Jacob Otto Natt och Dag verksam som målare och skulptör. År 1828 öppnade han ett kommersiellt galleri via företaget Gallery of Fine Arts. Enligt tysk-amerikanen Gustav Körner, som kallade honom Friedrich Franks, betraktades han i staden allmänt som tysk. Han gav privatlektioner och bland hans elever fanns bröderna James och William Beard samt John Frankenstein, John R. Johnston, Miner Kilbourne Kellogg och Thomas Buchanan Read. Kellogg blev också hans medarbetare när han reste på en utställningsturné som tog honom så långt som till Baltimore 1833. När museiintendenten Joseph Dorfeuille 1839 sålde konstverken från sitt Western Museum i Cincinnati var Jacob Otto Natt och Dag köpare och han övertog också museets namn. Från och med den 1 mars 1859 övergick Western Museum till en ny ägare.
Med livligt intresse följde Jacob Otto Natt och Dag det som hände och skedde i Sverige. Hans brev till Hazelius andas en glödande patriotism och längtan att få återvända till hemlandet. Från svensk sida fanns efter 1835 inget hinder för detta, då Karl Johan utfärdade en allmän amnesti. Trots det blev Otto Natt och Dag – eller Frederic Franks som han kallade sig i USA – kvar i Cincinnati till sin död 1865.